# Тунгалимвонтканинг-Ёхан
Тунгалимвонтканинг-Ёхан (устар. Тугалим-Вонт-Канын-Ёган) — река в России, протекает по территории Красноселькупского района Ямало-Ненецкого автономного округа. Протекает по лесистой местности. Устье реки находится в 220 км по левому берегу реки Покалькы на высоте 107 метров над уровнем моря. Длина реки составляет 18 км.

## Данные водного реестра
По данным государственного водного реестра России относится к Нижнеобскому бассейновому округу, водохозяйственный участок реки — Таз. Речной бассейн реки — Таз.
Код объекта в государственном водном реестре — 15050000112115300064270.